# Timothy Menezes
Timothy Francis Menezes (ur. 18 lipca 1970 w Birmingham) – brytyjski duchowny rzymskokatolicki, biskup pomocniczy Birmingham od 2024.

## Życiorys

### Prezbiterat
Święcenia kapłańskie przyjął 22 lipca 1995 i został inkardynowany do archidiecezji Birmingham. Był m.in. wykładowcą liturgiki na katolickich uczelniach w Birmingham, sekretarzem arcybiskupim, proboszczem parafii w Coventry oraz wikariuszem generalnym archidiecezji.

### Episkopat
25 kwietnia 2024 papież Franciszek mianował go biskupem pomocniczym archidiecezji Birmingham, ze stolicą tytularną Thugga. Sakry udzielił mu 16 lipca 2024 arcybiskup Bernard Longley.